# 4054 Turnov
4054 Turnov је астероид главног астероидног појаса чија средња удаљеност од Сунца износи 3,047 астрономских јединица (АЈ).
Апсолутна магнитуда астероида је 12,6.